# Fodor Erzsébet (labdarúgó)
Fodor Erzsébet (1971. február 26. –) válogatott labdarúgó, hátvéd.

## Pályafutása

### A válogatottban
1996-ban négy alkalommal szerepelt a válogatottban. 

## Statisztika

### Mérkőzései a válogatottban
| Magyarország | Magyarország      | Magyarország     | Magyarország | Magyarország | Magyarország | Magyarország | Magyarország | Magyarország |
| #            | Dátum             | Helyszín         | Hazai        | Eredmény     | Vendég       | Kiírás       | Gólok        | Esemény      |
| ------------ | ----------------- | ---------------- | ------------ | ------------ | ------------ | ------------ | ------------ | ------------ |
| 1.           | 1996. április 14. | Szófia           | Bulgária     | 3 – 2        | Magyarország | Eb-selejtező | -            | 50'          |
| 2.           | 1996. április 21. | Águas de Lindóia | Brazília     | 6 – 1        | Magyarország | barátságos   | -            |              |
| 3.           | 1996. április 25. | São Paulo        | Brazília     | 3 – 0        | Magyarország | barátságos   | -            | 60'          |
| 4.           | 1996. május 5.    | São Paulo        | Brazília     | 6 – 1        | Magyarország | barátságos   | -            | 23' 75′      |
|              | Összesen          |                  |              | 4            | mérkőzés     |              | 0            | gól          |